# Mnium pellucidum
Mnium pellucidum là một loài Rêu trong họ Mniaceae. Loài này được (Hedw.) With. mô tả khoa học đầu tiên năm 1801.